# Giuseppe Ballanti
Giuseppe Ballanti (Faenza, 6 ottobre 1735 – Faenza, 1824) è stato un incisore italiano.

## Biografia
Incisore su legno e su rame, la sua iniziale formazione mossa da una cultura tardo barocca si inseriva nell'ambito della vasta attività calcografica di Faenza nel XVIII secolo, dove era richiesta dagli stampatori per frontespizi di testi una corrispondente produzione xilografica. Si formò nella stamperia che ereditò dal padre nel 1743, in un primo momento col Foschini, poi da solo fino al 1758. La sua produzione si affianca agli interessi grafici di Giuseppe Boschi detto Carloncino. Fin dai primi saggi di genere devozionale, posteriori di poco alla metà del secolo si impose per un gusto raffinato di stampo manierista per arricchirsi successivamente di interessi compositivi maggiormente inclini alle architetture e alle ricche pomposità tardo barocche fino a comprendere influenze della cultura bavarese (antiporta di Salterio Devozionale, Faenza; frontespizio de Il Valore al Maestà di Federico il Grande…Jesi 1774) e suggestioni per immagini su composizione di derivazione teatrale (diverse incisioni della B.V. delle Grazie e della Concezione) per concludersi poi con un'ultima fase già allineata al nuovo gusto neoclassico (ritratto del Can.co Graziani, Barbaro in corsa).

## Giudizio critico
Tutta la produzione incisoria del Ballanti si distinse per il costante nitore e pulizia di segno, determinato da grande mestiere ed esperta sicurezza di mezzi. A questa sua abilità si affianca quella di scultore essendo il capostipite di una vera e propria dinastia di famosi plasticatori in cartapesta policroma, stucco, gesso, terracotta: i figli Giovan Battista e Francesco Ballanti Graziani ebbero il merito di diffondere su vasta scala una produzione che aveva avuto gli esordi assieme al padre nella chiesa arcipretale di Russi; eseguì inoltre statue per la chiesa dei cappuccini e per quella dell’osservanza di Faenza e per altri edifici sacri del territorio.

## Opere
- S.Umiltà, 1753
- Madonna della Neve
- S.Benedetto da S.Filadelfo e tre Sante, stampa acquarellata
- Immacolato di S.Francesco, stampa acquarellata
- In Laudem Faventiae